# Базар жырау
Базар жырау Ондасулы, Балкы Базар (1842, ныне Кармакшынский район Кызылординской области — 1911, ныне аул Жалпактау Тамдинского района, Республика Узбекистан) — казахский акын. Происходит из рода шомекей племени алимулы.
На основе восточных сказок создал дастаны «Әмина қыз», «Айна — Тарақ». Основные темы произведения Базар жырау «Әр кемелге бip зауал», «Әлеуметтер, құлак сал», «Тіршіліктің түрлері» — духовный мир человека. Песни, толгау и дастаны в исполнении Базар жырау записаны Торемуратом, сыном его друга Нурумбета. Собиранием и публикацией литературного наследия Базар жырау занимались А.Диваев, С.Сейфуллин, А.Маргулан, А.Кайнарбаев и другие. Часть творческого наследия акына хранится в рукописном фонде ЦНБ АН РК.